# Katastrofa lotu Turkish Airlines 981
Katastrofa lotu Turkish Airlines 981 miała miejsce 3 marca 1974 roku w lasach nieopodal miasta Ermenonville, 30 km na północny wschód od Paryża; była to pierwsza tak poważna katastrofa w lotnictwie cywilnym: życie straciło w niej 346 osób. Przyczyną okazała się nagła, wybuchowa dekompresja kadłuba i uszkodzenie systemów hydraulicznych odpowiedzialnych za sterowanie samolotem.

## Wstęp
W marcu 1974 roku brytyjskie linie British Airways rozpoczęły strajki, dlatego też wielu pragnących powrócić na Wyspy Brytyjskie Anglików poszukiwało połączeń na innych, międzynarodowych liniach. Jedną z nich obsługiwało tureckie towarzystwo Turkish Airlines.
Tuż po godzinie jedenastej przed południem 3 marca 1974 roku, w paryskim porcie lotniczym Orly wylądował samolot typu DC-10-10 Turkish Airlines, odbywający transkontynentalny rejs ze Stambułu do Londynu. Z powodu wspomnianych strajków miał zabrać na pokład maksymalną liczbę 346 osób (w tym 335 pasażerów): wśród nich cztery brytyjskie modelki i 17-osobową grupę rugbystów, powracającą do domów z meczu Anglia-Francja dzień wcześniej. Pogoda była bardzo dobra: przejrzyste, bezchmurne niebo.

## Katastrofa

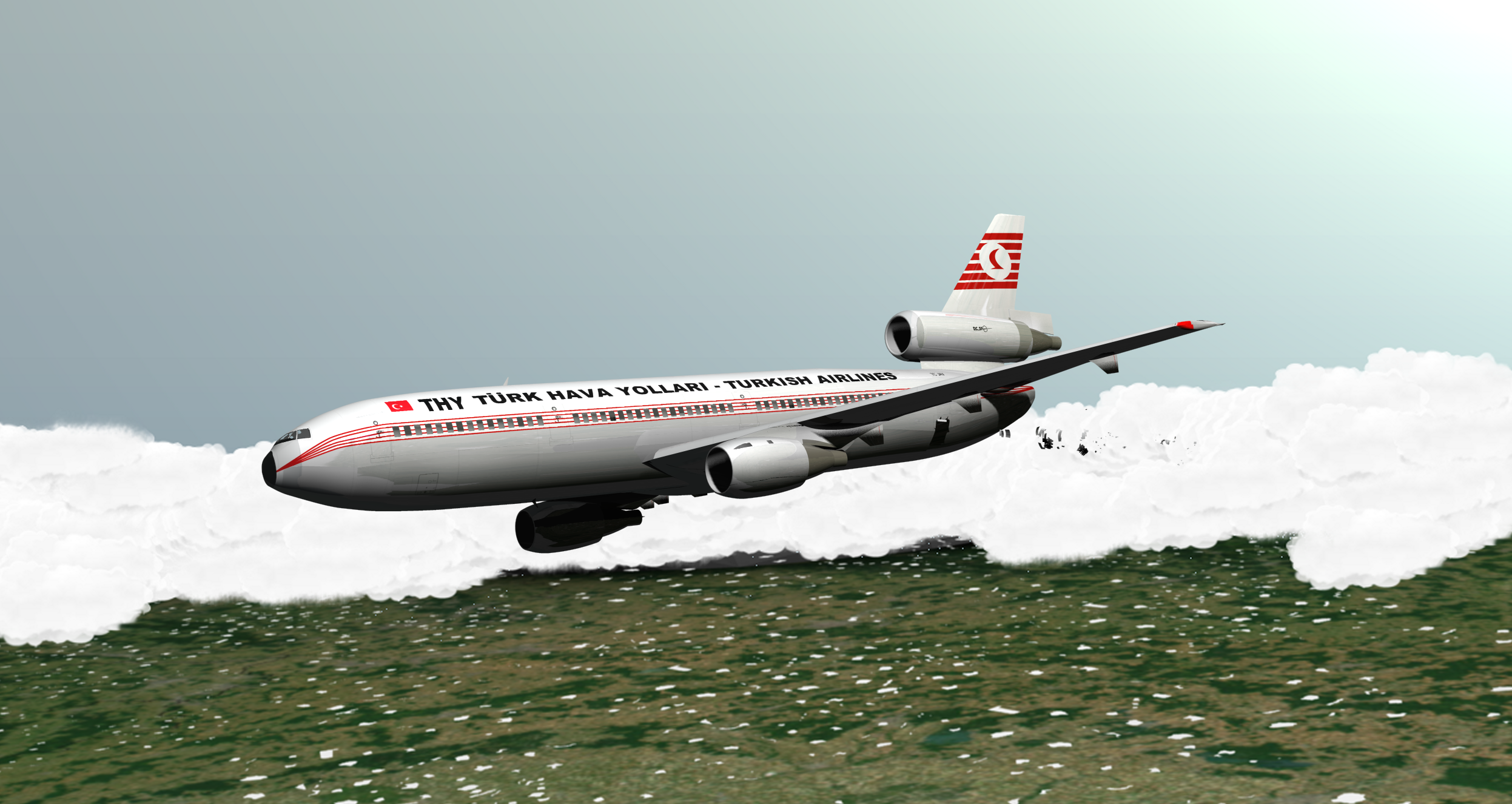
Wizualizacja katastrofy

O godzinie 12.30 maszyna wystartowała, kierując się początkowo na wschód, a następnie na północ, na port lotniczy Heathrow. Dziesięć minut później, gdy maszyna przekroczyła pułap 3300 metrów, przelatując nad miejscowością Meaux, nagle, bez ostrzeżenia kadłub uległ rozerwaniu i dwa rzędy siedzeń wraz z pasażerami zostały wyssane na zewnątrz. W kabinie i kokpicie pojawiła się mgła kondensacyjna – oznaka dekompresji kadłuba, na co II pilot rzekł: „Rozerwało kadłub”. Równocześnie zablokowaniu uległa przepustnica silnika nr 2 (zamontowanego u nasady statecznika pionowego) i włączyły się liczne alarmy. Na radarach kontrolerów echo radiolokacyjne lotu nr 981 rozdzieliło się. Samolot rozbił się 77 sekund później, w lesie Ermenonville, w miejscowości Fontaine-Chaalis, 40 km na północny wschód od Paryża. Kilka minut później w okolicznych posterunkach policji pojawiły się informacje o wielkiej, ognistej kuli.

## Miejsce katastrofy
Siła uderzenia była tak ogromna, iż z samolotu nie pozostał ani jeden większy fragment poszycia. Szczątki rozsypane były wokół poniszczonego lasu, na powierzchni około 63 tysięcy metrów kwadratowych. Gdzieniegdzie w niebo unosiły się smugi czarnego dymu. Nikt nie ocalał – była to pierwsza tak poważna katastrofa z udziałem samolotu szerokokadłubowego, największa katastrofa lotnicza do 27 marca 1977 roku, największa katastrofa lotnicza pojedynczego samolotu do czasu katastrofy lotu Japan Airlines 123 jedenaście lat później, a także największa, jeśli chodzi o samoloty DC-10. Spośród 346 osób na pokładzie, jedynie 40 udało się zidentyfikować wizualnie; pozostałe rozpoznano na podstawie kart dentystycznych. Bardzo duża część ciał uległa rozczłonkowaniu podczas zderzenia samolotu z ziemią.

## Przyczyny i pokłosie katastrofy
Śledztwo podjęło Francuskie Biuro Badań Wypadków Lotniczych (BEA), przy wsparciu NTSB. Śledczy ustalili, że przyczyną katastrofy była nagła tak zwana „wybuchowa dekompresja”, spowodowana urwaniem drzwi luku bagażowego. Drzwi kabiny pasażerskiej w samolotach są zaprojektowane tak, by otwierały się do wewnątrz; podczas lotu, gdy ciśnienie w kabinie jest znacznie większe niż na zewnątrz, drzwi ulegają wprasowaniu w odpowiednio wyprofilowaną ramę, dzięki czemu otwarcie ich w locie jest niemożliwe. Jednak drzwi w luku przedziału bagażowego otwierają się na zewnątrz, gdyż inaczej zajmowałyby cenną przestrzeń wewnątrz komory bagażowej. Oznacza to konieczność zaprojektowania specjalnych mechanizmów, dzięki którym drzwi komory bagażowej nie otworzyłyby się w locie. W przypadku DC-10 podwykonawca odpowiedzialny za projekt i wykonanie drzwi luku bagażowego – przedsiębiorstwo Convair – opracowało mechanizm, którego elementem było pięć ruchomych uchwytów, zamontowanych w drzwiach; po zamknięciu drzwi i uruchomieniu mechanizmu zamykającego, uchwyty te obracały się wokół osadzonego w podłodze luku bagażowego stalowego pręta. Mechanizm ten uznawano za bezpieczny, gdyż żadna z działających na drzwi w czasie lotu sił nie jest w stanie obrócić uchwytów do pozycji otwartej (nacisk wywierany na drzwi różnicą ciśnień w locie powoduje, że ruchome uchwyty jeszcze silniej osadzają się na pręcie). Dodatkowo w drzwiach zamontowano ruchomy metalowy pręt, przechodzący przez otwory w uchwytach i dodatkowo zabezpieczający je przed otwarciem. Miało to działać jako zabezpieczenie na dwa sposoby, gdyż pręt był w stanie przejść przez uchwyty tylko, jeśli znalazły się one we właściwej pozycji – całkowicie zamkniętej, tak więc przesunięcie się pręta oznaczało, że uchwyty są prawidłowo zamknięte. Jak się jednak okazało, mechanizm ten był bezpieczny jedynie w teorii.

### Incydent nad Windsor
12 czerwca 1972 roku wkrótce po starcie z Detroit DC-10 wykonujący lot American Airlines 96 podczas przelotu nad miejscowością Windsor w kanadyjskim stanie Ontario uległ awarii: nagle zapadła się podłoga w tylnej części kabiny – przez powstałą dziurę widać było otwór w kadłubie samolotu. Równocześnie piloci zauważyli poważne problemy ze sterowaniem samolotem: działała jedynie część sterów, bardzo ograniczone było sterowanie ruchem maszyny w pionie, do tego statecznik pionowy uległ zablokowaniu w wychylonej pozycji, powodując tendencję maszyny do skręcania w prawo. Posiłkując się dodatkowo zmianą ciągu zamontowanych pod skrzydłami silników 1 i 3, piloci zdołali zawrócić do Detroit i wylądować awaryjnie; wszystkie 67 osób na pokładzie przeżyło incydent, choć kilkanaście odniosło obrażenia. Jak się okazało, drzwi tylnego luku bagażowego uległy oderwaniu w czasie lotu, co spowodowało nagły spadek ciśnienia w luku bagażowym; różnica ciśnień spowodowała zapadnięcie się podłogi w kabinie – ponieważ w podłodze przebiegały przewody hydrauliczne, część z nich została przerwana, co utrudniło kierowanie maszyną.
Jak się okazało, mechanizm zamykający drzwi bagażowe – w teorii bezpieczny – w rzeczywistości miał wady. Pręt, mający uniemożliwić obrót uchwytów w drzwiach i umożliwić skontrolowanie, czy uchwyty te są w pełni zamknięte, był wykonany z metalu, który dość szybko ulegał zużyciu zmęczeniowemu i, jak się okazało, było możliwe przesunięcie pręta nawet jeśli uchwyty w drzwiach nie były w pozycji całkowicie zamkniętej, gdyż pręt ulegał skrzywieniu. Dokładnie tak stało się w czasie lotu American Airlines 96: pracownik naziemny zeznał, że pręt poruszał się opornie i trzeba było sporej siły, by przesunąć poruszającą nim dźwignię do pozycji „zamknięte”.
Teoretycznie w takim przypadku National Transportation Safety Board – amerykańska komisja badania wypadków lotniczych – powinna była zwrócić się do Federal Aviation Administration o wydanie tzw. airworthiness directive – co oznaczało uziemienie wszystkich używanych przez linie lotnicze DC-10 aż do czasu dokonania niezbędnych poprawek w projekcie drzwi luku bagażowego. Jednak McDonnell Douglas – producent samolotu – chciał tego uniknąć: airworthiness directive poważnie odbiłaby się na reputacji dopiero wchodzącej na rynek i walczącej o uznanie linii lotniczych i opinii publicznej maszyny – a DC-10 musiał konkurować m.in. z bardzo podobnie zaprojektowanym trójsilnikowym odrzutowcem pasażerskim Lockheed L-1011. Kierownictwo firmy zawarło z FAA dżentelmeńską umowę, zobowiązując się wprowadzić niezbędne poprawki do projektu bez konieczności wydawania airworthiness directive. Poprawki te obejmowały:
- zamontowania w drzwiach wizjera umożliwiającego wizualne sprawdzenie, czy uchwyty są w odpowiedniej pozycji;
- zainstalowanie specjalnej płytki stalowej, uniemożliwiającej ruch stalowego pręta, jeśli uchwyty nie są w całkowicie bezpiecznej pozycji.
- zainstalowanie w suficie tylnego przedziału bagażowego specjalnych zaworów, umożliwiających wyrównanie ciśnienia pomiędzy kabiną pasażerską a lukiem bagażowym w razie powtórzenia się historii z lotu American Airlines 96. Zawory takie znajdowały się w pozostałych lukach bagażowych DC-10, ale w tylnym luku bagażowym ich nie zamontowano.

Jak się jednak okazało, w przypadku lotu nr 981 żadne z tych zabezpieczeń nie zdało egzaminu:
- zajmujący się tego dnia załadunkiem samolotu Mohamed Mahmoudi, imigrant z Algierii, nie został poinformowany, do czego służy okienko w drzwiach luku bagażowego. Na drzwiach zamontowano tablicę informacyjną, instruującą, że należy sprawdzić, czy uchwyty mocujące drzwi są we właściwej pozycji – jednak stosowne informacje były w językach angielskim i tureckim. Mahmoudi płynnie posługiwał się trzema językami, ale nie znał ani angielskiego, ani tureckiego.
- choć samolot dostarczono do Turcji w pół roku po awaryjnym lądowaniu American 96, stalowa płytka w mechanizmie zamykającym nie została zamontowana, choć zapisy producenta informowały o jej zamontowaniu. Przyczyn tego przeoczenia nigdy nie wyjaśniono.
- zawory umożliwiające wyrównanie ciśnienia pomiędzy kabiną pasażerską a tylnym lukiem bagażowym okazały się zbyt małe i nie zdały egzaminu, gdy doszło do wybuchowej dekompresji. Dodatkowo samolot Turkish Airlines miał nieco inną konfigurację kabiny pasażerskiej, niż samolot American Airlines: w przypadku samolotu wykonującego lot nr 96 w miejscu, gdzie doszło do usterki, znajdowała się wolna przestrzeń, w przypadku samolotu wykonującego lot nr 981 – siedzenia z pasażerami. Z uwagi na dużo mniejszy ciężar (a więc dużo mniejszy nacisk wywierany na podłogę kabiny pasażerskiej), w pierwszym przypadku podłoga uległa zapadnięciu na mniejszym obszarze niż w przypadku lotu nr 981. W tym przypadku dekompresja wywołała zarwanie się całej podłogi wraz z fotelami i zapadnięcie się jej do luku bagażowego, a następnie wyssanie na zewnątrz samolotu (ciała sześciu osób, wciąż przypięte pasami, odnaleziono następnego ranka po katastrofie w pobliżu miejsca dekompresji; to właśnie wyrwany fragment podłogi wraz z siedzeniami i drzwi luku bagażowego spowodowały obserwowane przez kontrolerów lotu drugie echo radiolokacyjne).

Zarwanie podłogi spowodowało zniszczenie przewodów hydraulicznych, niezbędnych do kierowania samolotem oraz wyłączenie się silnika nr 2, w wyniku czego piloci utracili panowanie nad maszyną. Mogli próbować kierować nią tylko za pomocą sterowania ciągiem silników, jednak tego nie uczynili – z braku czasu. Maszyna bowiem tuż po dekompresji pochyliła się pod kątem 20 stopni i zaczęła pikować w stronę ziemi, szybko nabierając prędkości. Kapitan Nejat Berkoz zauważył, że wzrost prędkości powoduje powolne unoszenie nosa maszyny (wzrost prędkości przenosi się na wzrost siły nośnej, a ten z kolei na uniesienie się nosa maszyny w górę) i zwiększył moc silników, próbując rozpaczliwie wyprostować lot maszyny, a następnie nabrać wysokości. Nim jednak zdołał wyrównać lot DC-10, ten z prędkością ok. 800 km/h zderzył się z ziemią. Nie sposób ocenić, czy próba kierowania samolotem za pomocą ciągu silników przyniosłaby jakiś skutek.

### Pokłosie katastrofy
Oprócz NTSB i BEA, śledztwo w sprawie katastrofy lotu Turkish Airlines 981 prowadzili też dziennikarze. Odkryli oni i ujawnili kilka szokujących faktów: jak się okazało, kierownictwo McDonnell Douglas wiedziało o problemach z zamknięciem drzwi tylnego luku bagażowego – w czasie testów tych drzwi w roku 1970, a więc na dwa lata przed awaryjnym lądowaniem w Windsor i cztery lata przed tragedią w Ermenonville, odkryto problem z mechanizmem zamykającym. Nie naniesiono jednak żadnych poprawek, gdyż uznano, że prawdopodobieństwo oderwania drzwi bagażowych w locie jest bardzo małe. Dodatkowo pod koniec 1972 Dan Applegate, jeden z pracowników średniego szczebla firmy Convair, zaalarmował kierownictwo swojej firmy i firmy McDonnell Douglas, że zaproponowane poprawki w mechanizmie zamykającym nie poprawiają bezpieczeństwa i wciąż istnieje zagrożenie katastrofą spowodowaną przez wybuchową dekompresję po oderwaniu drzwi tylnego luku bagażowego. Napisany przez niego raport zignorowano i odłożono ad acta.
Tym razem wydanie airworthiness directive było nieuniknione: wszystkie DC-10 natychmiast uziemiono, a McDonnell Douglas został zmuszony do całkowitego przeprojektowania mechanizmu zamykającego drzwi bagażowe. Decyzja ta, jak również wyniki dziennikarskiego śledztwa (które dziennikarz Paul Eddy zawarł w książce Destination Disaster), poważnie nadszarpnęła reputację DC-10 (mimo to McDonnell Douglas wygrał rywalizację z Lockheedem – sprzedano 386 egzemplarzy DC-10 wobec 250 L-1011 i to nawet pomimo wycofania wielu zamówień na tę pierwszą maszynę). Na niepochlebną opinię o samolocie wpłynęła inna wielka katastrofa pięć lat później – katastrofa lotu American Airlines 191. Choć w tym przypadku głównym powodem tragedii i śmierci 273 osób był niezaaprobowany przez McDonnell Douglas sposób naprawiania silników samolotu – do katastrofy samolotu przyczyniły się też wady konstrukcyjne DC-10, które spowodowały, że piloci nie mieli pełnej informacji o stanie samolotu i jego uszkodzeniach i podjęli niewłaściwe decyzje. Późniejsza o pół roku katastrofa lotu Air New Zealand 901 również rzuciła się cieniem na reputację DC-10 w oczach opinii publicznej, choć w tym przypadku przyczyną katastrofy były specyficzne warunki pogodowe i wprowadzone bez wiedzy pilotów zmiany kursu samolotu. W pewnym stopniu reputację DC-10 poprawiła katastrofa lotu United Airlines 232 (1989): choć i tutaj do katastrofy przyczyniły się pewne wady samolotu – brak zaworów odcinających w przewodach hydraulicznych, ograniczających skutki ewentualnych uszkodzeń tych przewodów – jednak jego solidna konstrukcja w sporej mierze przyczyniła się do tego, że 184 z 296 osób przeżyło tę katastrofę. W tym miejscu należy jednak zaznaczyć, że zła reputacja samolotu w oczach opinii publicznej (ukuto szereg ironicznych nazw dla DC-10, w tym Death Contraption-10 – Śmiertelna Pułapka-10) nie znajduje odzwierciedlenia w statystykach – według nich DC-10 ma odsetek wypadków i awarii zbliżony do innych maszyn podobnej klasy, np. Lockheeda L-1011 albo Airbusa A300. Obecnie DC-10 nie są już używane w lotnictwie pasażerskim, za to po konwersji są chętnie używane jako samoloty towarowe i transportowe.

## Obywatelstwo ofiar katastrofy
| Kraj               | Pasażerowie | Załoga | Razem |
| ------------------ | ----------- | ------ | ----- |
| Wielka Brytania    | 176         | –      | 176   |
| Turcja             | 44          | 11     | 55    |
| Japonia            | 48          | –      | 48    |
| Stany Zjednoczone  | 25          | –      | 25    |
| Francja            | 16          | –      | 16    |
| Brazylia           | 5           | –      | 5     |
| Argentyna          | 3           | –      | 3     |
| Australia          | 2           | –      | 2     |
| Indie              | 2           | –      | 2     |
| Belgia             | 1           | –      | 1     |
| Cypr               | 1           | –      | 1     |
| Hiszpania          | 1           | –      | 1     |
| Irlandia           | 1           | –      | 1     |
| Maroko             | 1           | –      | 1     |
| Nowa Zelandia      | 1           | –      | 1     |
| Pakistan           | 1           | –      | 1     |
| Senegal            | 1           | –      | 1     |
| Szwajcaria         | 1           | –      | 1     |
| Szwecja            | 1           | –      | 1     |
| RFN                | 1           | –      | 1     |
| Wietnam Południowy | 1           | –      | 1     |
| Brak danych        | 2           | –      | 2     |
| Razem              | 335         | 11     | 346   |

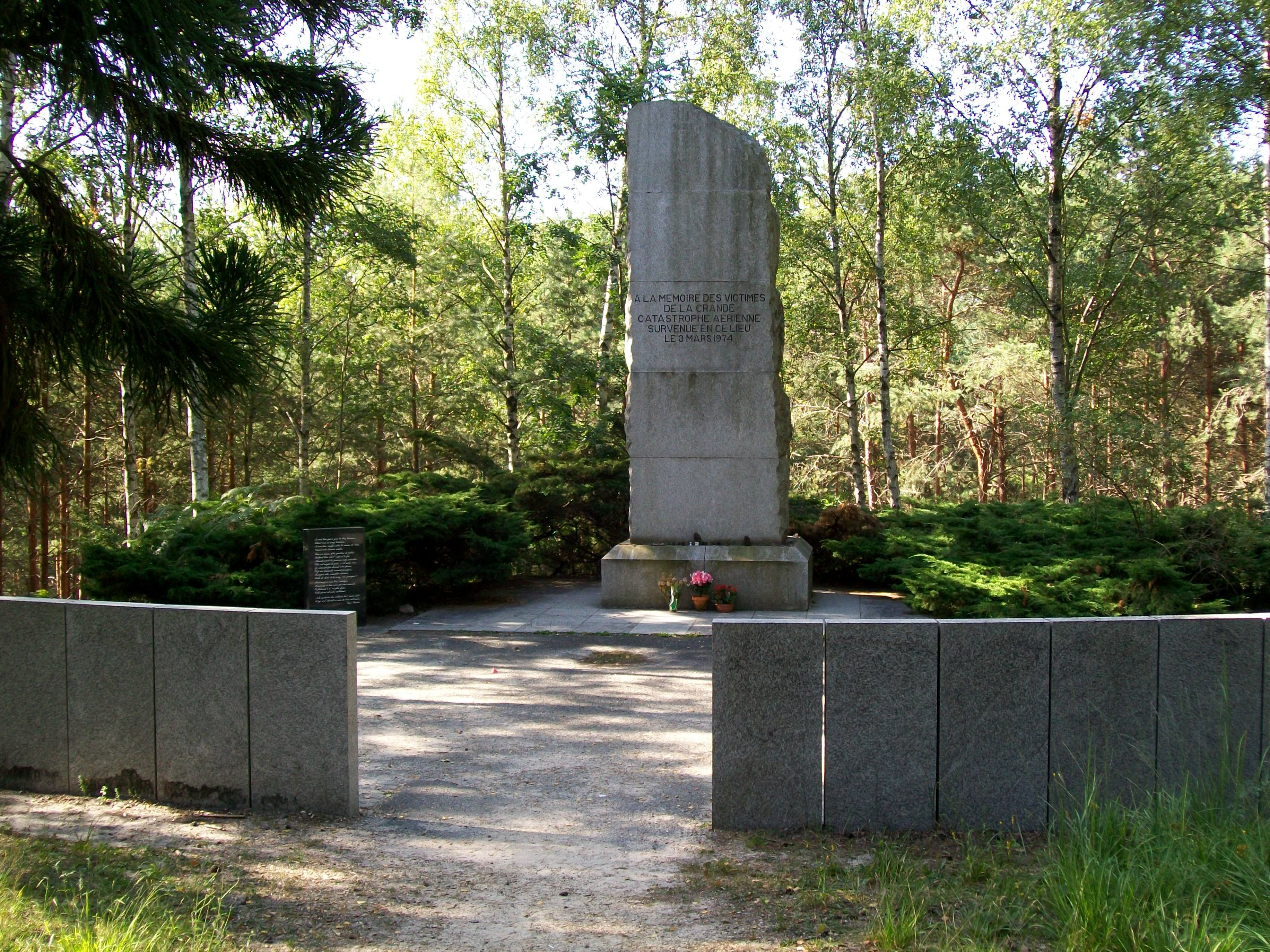
Pomnik upamiętniający ofiary, ustawiony w miejscu katastrofy.

Jako obywatel Stanów Zjednoczonych zginął w katastrofie inż. Roman Wojciech Filipkiewicz, urodzony 17 listopada 1910, absolwent Politechniki Lwowskiej w okresie II Rzeczypospolitej.